# Adão Nunes Dornelles
Adão Nunes Dornelles, mais conhecido como Adãozinho (Porto Alegre, 2 de abril de 1923 — Garça, 30 de agosto de 1991), foi um futebolista brasileiro que atuou como atacante.

## Carreira
Começou a carreira em 1938, no Diário Oficial FC, um clube de várzea porto-alegrense, já extinto. Foi para o Internacional em 1943, descoberto por Abelard Jacques Noronha, e foi atuar na equipe de aspirantes. Em 1944, já era titular do famoso "Rolo Compressor" colorado. Neste mesmo ano, foi descrito por Ary Barroso como um atacante "satânico".
Adãozinho era preguiçoso e às vezes tinha de ser buscado em casa para treinar, porque se recusava a sair da cama. Pelo Internacional, disputou 30 Grenais, vencendo 19, empatando 7 e perdendo 4, marcando 16 gols em clássicos.
Foi convocado para a Copa do Mundo de 1950. Pela Seleção Brasileira, disputou 3 partidas: 2 oficiais (Brasil 1 a 1 com o Uruguai em 4 de abril de 1947 e Brasil 2 a 4 também contra o Uruguai em 11 de abril de 1948 - válidas pela Copa Rio Branco) e uma não-oficial (Brasil 4 a 3 na Seleção Paulista de Novos em 11 de junho de 1950 como amistoso).
Em 1951, transferiu-se para o Flamengo, onde jogou até 1953, marcando 49 gols em 104 jogos disputados pelo clube carioca.

## Títulos
Internacional
- Campeonato Gaúcho: 1944, 1945, 1947, 1948, 1950[2][3]
- Campeonato Citadino de Porto Alegre: 1944, 1945, 1947, 1948, 1950